# Trix Vivier
Trix Vivier es una actriz de cine, televisión y teatro sudafricana, conocida por interpretar el papel de Flea van Jaarsveld en la serie de televisión Trackers de 2019,  así como por su papel de Kate Myburgh en Waterfront.

## Biografía
Vivier nació el 22 de junio de 1988 en Melkbosstrand, Ciudad del Cabo. Su hermana menor Lea Vivier también es actriz.

## Carrera profesional

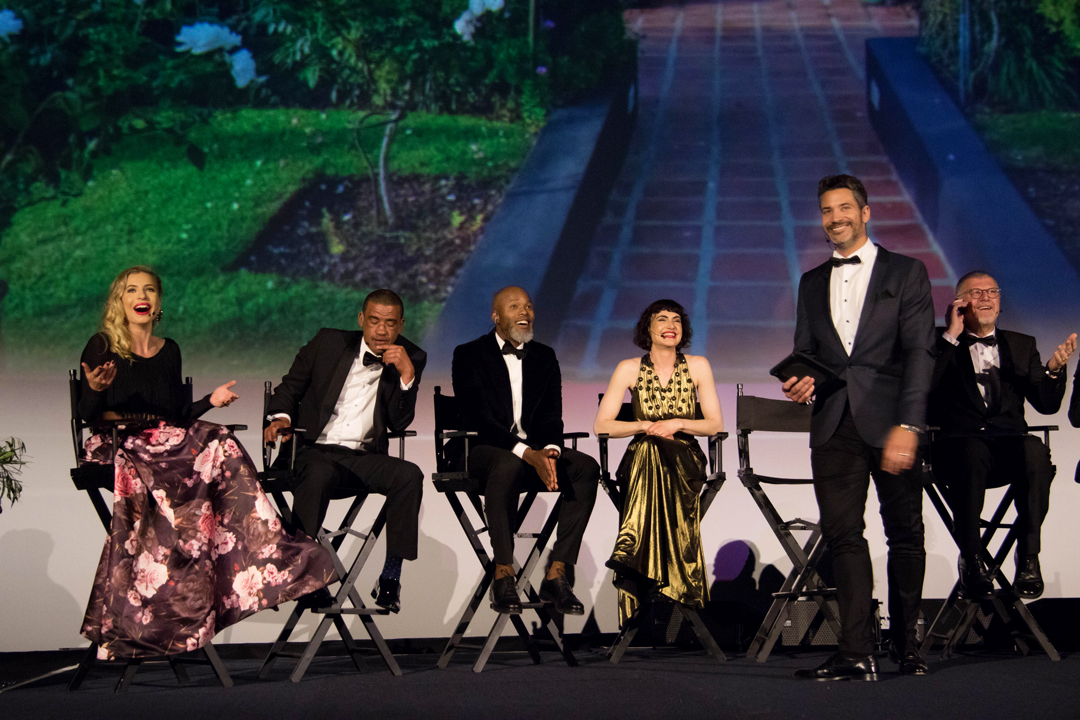
Trix Vivier (extremo izquierdo) con el elenco de Trackers en la premier del programa.

Debutó en teatro como Pippi en Pippi Calzaslargas (2009).
Continuó trabajando profesionalmente como bailarina y actriz de 2009 a 2013 actuando en obras de teatro como MIS de Reza de Wet, teatro educativo musicales locales y extranjeros y poducciones teatrales infantiles antes de conseguir su primer papel televisivo en la serie de drama juvenil de kykNET Sterlopers (2013 - 2016).
Posteriormente pasó a interpretar papeles principales en series de televisión como Trackers y Legacy, a cuyo elenco de unió para la primera temporada como Petra Potgieter, en 2020.

## Filmografía
| Título        | Rol             | Año  | Notas |  |
| ------------- | --------------- | ---- | ----- |  |
| Projek Dina   | Megan           | 2019 |       |  |
| Waterfront    | Kate Myburgh    | 2017 |       |  |
| 7de Laan      | Tineke          | 2018 | [ 7 ] |  |
| Van der Merwe | Recepcionista   | 2017 | [ 8 ] |  |
| Legacy        | Petra Potgieter |      |       |  |
| Trackers      | Flea            | 2020 |       |  |